# Geomitra grabhami
Geomitra grabhami е изчезнал вид коремоного от семейство Hygromiidae.